# Hôtel de ville de Montréal
L'hôtel de ville de Montréal est l'œuvre des architectes Henri-Maurice Perrault et Alexander Cowper Hutchison et est érigée entre 1872 et 1878. Son style architectural est du Second Empire ou Napoléon III. Henri-Maurice Perrault est aussi l'auteur du palais de justice voisin.

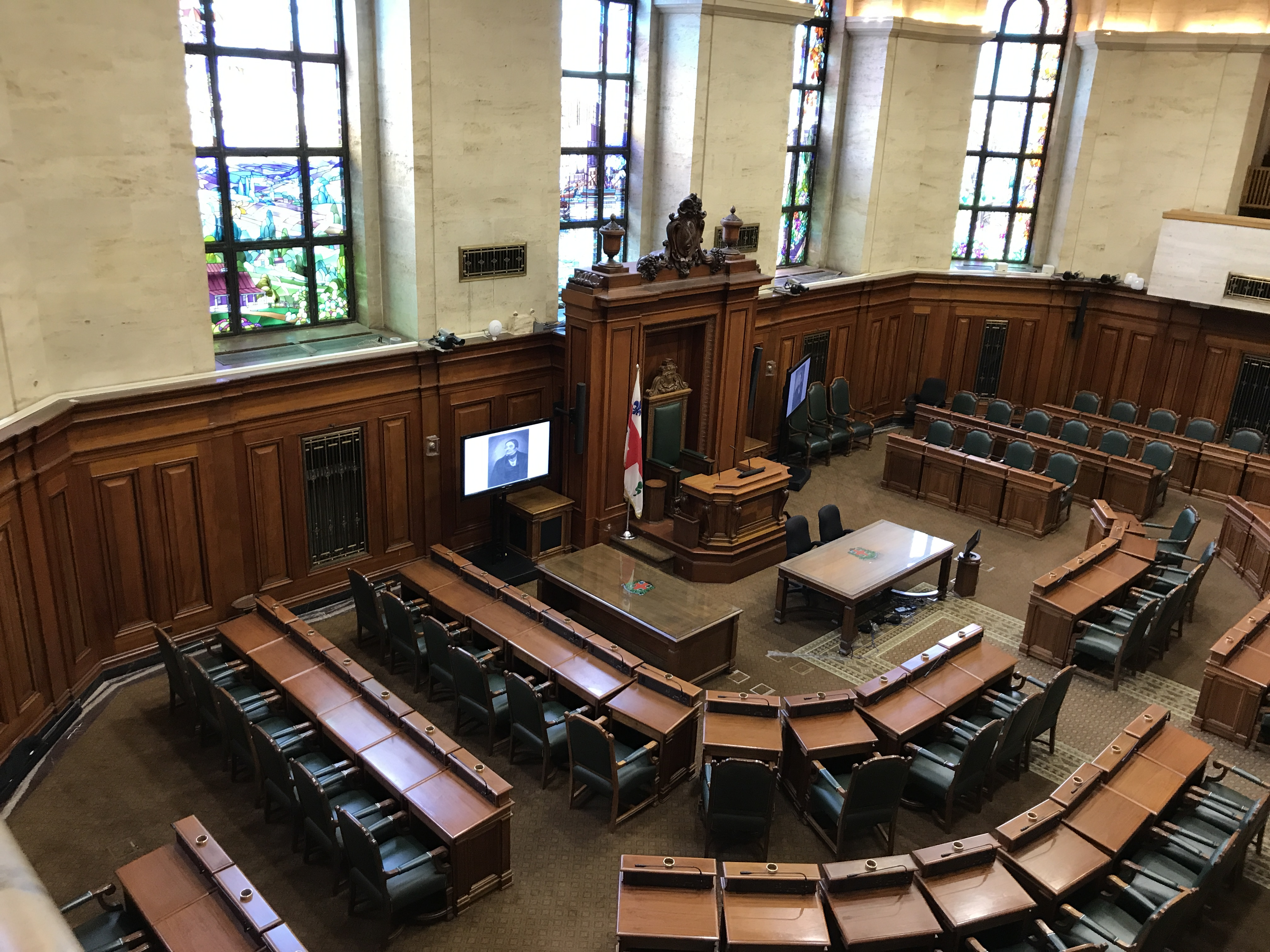
Salle du conseil de ville de Montréal

## Description
L'hôtel de ville est situé au centre du Vieux-Montréal, face à la place Jacques-Cartier. Son adresse est le 275, rue Notre-Dame Est. Il est accessible depuis le métro Champ-de-Mars. Il est le siège du conseil municipal de la ville de Montréal.
Les assemblées du conseil municipal — les séances du conseil de ville — s’y déroulent et peuvent être visionnées en ligne.
Le bureau du maire (ou la mairesse) est aussi situé dans cet édifice, et les réunions du comité exécutif s’y déroulent normalement. Un grand hall d'honneur est aussi situé dans l’hôtel de ville et sert de lieu de réception et d’exposition, étant situé juste à l’entrée principale de l’édifice.
Une halte garderie se trouve aussi disponible dans l’édifice afin de favoriser la participation citoyenne.
Des célébrations d’unions et de mariages civils s’y déroulent aussi.

## Histoire
|  |

Érigé entre 1872 et 1878, il subit un incendie en 1922. 
Lors de sa restauration sous la direction de Louis Parant, on lui a ajouté un étage de pierre et les toits brisés furent construits différemment, à la manière de celui de Tours,. 

Opérations de nettoyage et de reconstruction de l'hôtel de ville de Montréal après l'incendie de la nuit du 3 au 4 mars 1922.
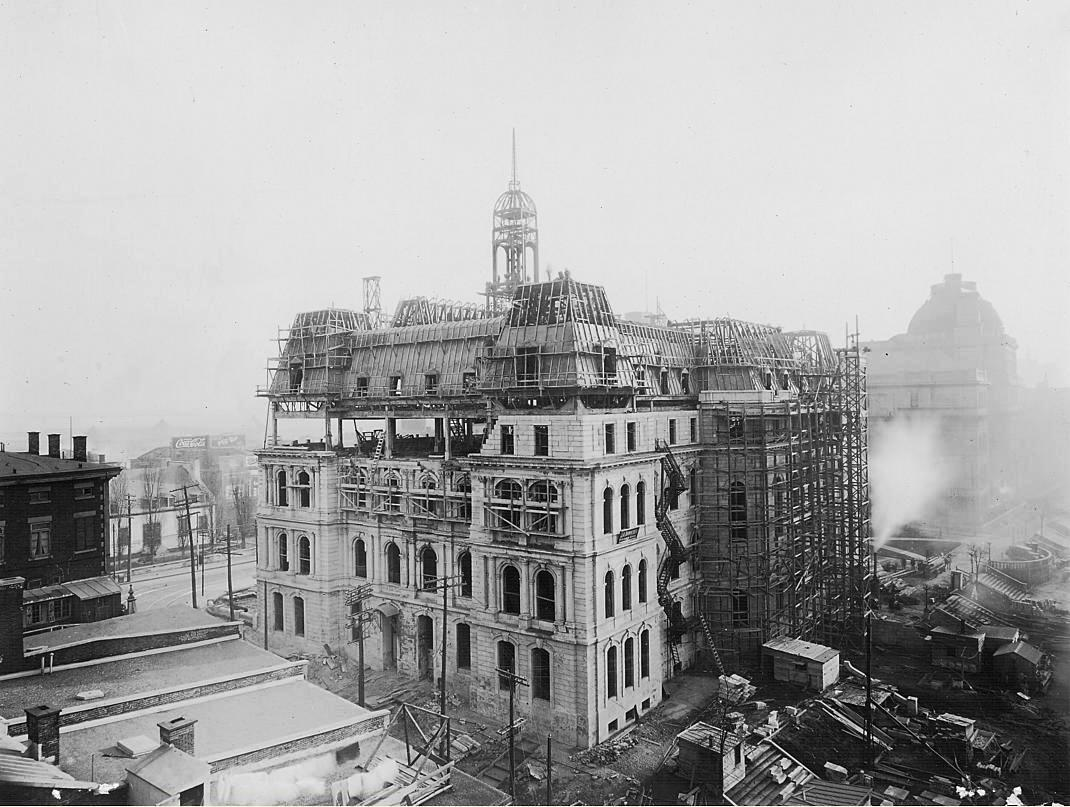
Reconstruction de l'hôtel de ville, 15 novembre 1923
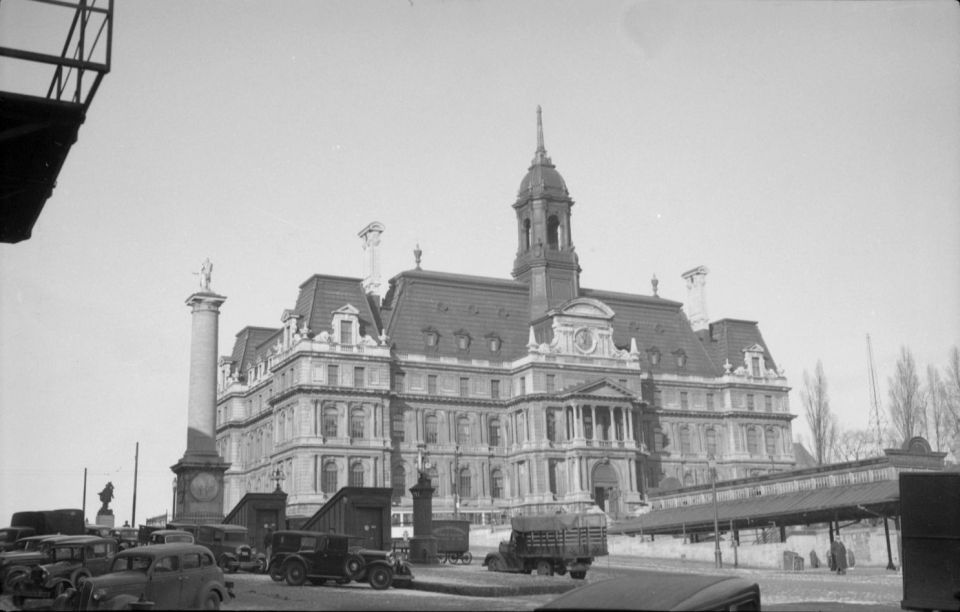
Hôtel de ville en 1937.

En 1967, c’est de son balcon que le général de Gaulle, alors président de la France, a lancé son célèbre « Vive le Québec libre ! », à la fin de son discours.
L’hôtel de ville de Montréal est reconnu comme un lieu historique national du Canada en 1984.
Entre 2019 et 2024, des travaux de réfection ont coûté 211 millions, tout en préservant son caractère patrimonial.
|  |